# 幸福的魔法繪本
《幸福的魔法繪本》，是以2004年在日本全國8城市公演的舞台劇「MIDSUMMER CAROL 青蛙王子vs小龍蝦魔人」為基礎改編的電影。

## 簡介
本故事設定於一間醫院，而這裡住滿了各種不可思議的人。院內一名因心臟病發而被送院的老伯大貫，內心抑壓着仇恨，因而總是說出各種令人討厭的話。他一直渴望死時不會被院內那些沒用的人記住。直到有一天，大貫認識了新入院的失憶女孩帕科。帕科自一次車禍之後，腦內只能保存一天的記憶。自從帕科入院，她每天都會拿着同一本故事書，請大貫給她說故事。而這同一個故事，對女孩來說，每天都是一個新的故事。他們不知不覺間成為了好朋友。 大貫亦集齊了院友把那本故事書演變成話劇，希望令帕科的病情得到好轉。

## 演員
括號內為扮演繪本中的角色
- 大貫（青蛙王子）：役所廣司

入院患者。大公司的會長。傲慢粗魯的人。因為攻擊罵人，被住院患者稱作可惡的老頭。
- 帕科 ：Ayaka Wilson

入院患者。由於交通事故的後遺症，只能保持1日記憶的少女。
- 室町（小龍蝦魔人）：妻夫木聰

入院患者。有自殺癖而反復入院。兒時是著名的童星，因成年后不能順利轉型而煩惱。
- 玉子（青鱂魚）：土屋安娜

有髑髏和薔薇紋身的暴力的不良護士，負責照顧室町。
- 堀米（水蠆）：阿部貞夫

神出鬼沒的神秘的入院患者。住院原因不明。
- 木之元（青蛙王子的母親）：國村隼

入院患者。喜歡翁倩玉的異性裝飾嗜好者。已經痊愈，為了釣賠賞金而延長住院。
- 龍門寺（豉蟲）: 山內圭哉

入院患者。因槍的走火（?）負傷住院的黑道人物。
- 滝田（魚）：劇团一人

入院患者。被消防車軋傷的愚蠢的消防員。把拯救人命做為生存的意義。
- 浩一（青蛙王子的家臣）：加瀨亮

雅美的丈夫。無依靠的感覺的男人。
- 雅美（沼澤蝦的魔女）：小池榮子

看護師。浩一的妻子。惡魔般的性格，因為錢而對大貫諂媚的女人。
- 浅野（田螺）：上川隆也 - 喜歡化裝的醫生。
- 木村KAELA - 在劇中詠唱的入院患者。

## 主題歌
memories／木村KAELA

## 外部連結
- 日本官方網站（日語）
- 互联网电影数据库（IMDb）上《幸福的魔法繪本》的资料（英文）
- 豆瓣电影上《幸福的魔法繪本》的資料 （简体中文）

1. . www.zoommovie.com.   [2024-12-06] （中文（中国大陆））.